# Bodilus barbarus
Bodilus barbarus är en skalbaggsart som beskrevs av Leon Fairmaire 1860. Bodilus barbarus ingår i släktet Bodilus och familjen Aphodiidae. Inga underarter finns listade.